# Volby do Evropského parlamentu v Maďarsku 2024
Volby do Evropského parlamentu 2024 se v Maďarsku uskutečnily v neděli 9. června v rámci celoevropských voleb do Evropského parlamentu. Ve stejném termínu zároveň probíhaly i komunální volby do obecních a župních zastupitelstev Maďarska.
Ve volbách zvítězila národně konzervativní koalice Fidesz–KDNP, která se ziskem 44,82% obsadila 11 poslaneckých mandátů. Na druhém místě se umístila středopravicová populistická strana Respekt a svoboda (TISZA), pro kterou hlasovalo 29,60% voličů a získala 7 mandátů. S výrazným odstupem je levicová koalice DK–MSZP–PM, které odevzdalo hlas 8,03% hlasujících a získalo tak 2 mandáty. Úspěch zaznamenalo ještě nacionalistické Hnutí Naše vlast (Mi Hazánk), které se ziskem 6,71% obsadilo 1 mandát v Evropském parlamentu. Naopak tomu liberální hnutí Momentum Mozgalom (MoMo) u voličů zcela propadlo a neobhájilo své 2 mandáty z předchozích voleb. Neuspěla ani recesistická Strana maďarského dvouocasého psa (MKKP). O svůj 1 mandát přišla i pravicová strana Jobbik – Konzervativci.

## Volební systém
Volby do Evropského parlamentu jsou podle zákona 2003. évi CXIII. törvény jednokolové a celé území Maďarska tvoří jeden volební obvod. Kandidátní listinu pro eurovolby může podat pouze fungující a registrovaná politická strana nebo hnutí, kterou svým podpisem podpoří nejméně 20 000 maďarských občanů s volebním právem. Na základě volebních výsledků jsou poslanecké mandáty přerozděleny D'Hondtovou metodou mezi politické strany a hnutí, které získají alespoň 5% a více všech platných hlasů. Nově zvolený Evropský parlament bude mít v 10. volebním období (2024–2029) celkem 720 mandátů, přičemž Maďarsko v něm bude mít stejně jako doposud 21 zástupců.

## Kandidatura
Pro tyto volby se u Nemzeti Választási Iroda (NVI) úspěšně zaregistrovalo celkem 11 politických stran, hnutí a koalic.
| č.  |  | Politický subjekt                                                                            | Politická skupina EP | Evropská strana | Počet kandidátů (2024) | Volební program                              | Volební výsledek EP 2019 | Počet mandátů 2019–2024 |
| --- |  | -------------------------------------------------------------------------------------------- | -------------------- | --------------- | ---------------------- | -------------------------------------------- | ------------------------ | ----------------------- |
| 1.  |  | Hnutí řešení (MEMO)                                                                          | žádná                | žádná           | 7                      | není                                         | —                        | 0                       |
| 2.  |  | LMP – Zelená strana Maďarska (Zöldek)                                                        | (G-EFA)              | EGP1            | 14                     | Kezdjünk új korszakot!                       | 2,18 %                   | 0                       |
| 3.  |  | Demokratická koalice (DK) Maďarská socialistická strana (MSZP) Dialog – Strana zelených (PM) | S & D G-EFA          | PES EGP         | 61                     | Az Európai Magyarország választási programja | 16,19 % 6,66 %           | 4 1 0                   |
| 4.  |  | Strana druhé reformní éry (2RK)                                                              | žádná                | žádná           | 23                     | Adjuk vissza az országot a fiataloknak!      | —                        | 0                       |
| 5.  |  | Mindenki Magyarországa Néppárt (MMN)                                                         | žádná                | žádná           | 8                      | Ébresztő, Magyarország!                      | —                        | 0                       |
| 6.  |  | Momentum Mozgalom (MoMo)                                                                     | Renew                | ALDE            | 30                     | Szabadság, Jövő, Európa                      | 9,89 %                   | 2                       |
| 7.  |  | Fidesz – Maďarská občanská unie (Fidesz) Křesťanskodemokratická lidová strana (KDNP)         | Nezařazení EPP       | žádná EPP       | 63                     | není                                         | 52,33 %                  | 12 1                    |
| 8.  |  | Jobbik – Konzervativci (Jobbik)                                                              | Nezařazení           | ECPM            | 16                     | není                                         | 6,41 %                   | 1                       |
| 9.  |  | Respekt a svoboda (TISZA)                                                                    | žádná (EPP)          | žádná           | 12                     | není                                         | —                        | 0                       |
| 10. |  | Strana maďarského dvouocasého psa (MKKP)                                                     | (G-EFA)              | PPEU2           | 9                      | Kutyapárt menni Európa, de most komolyan     | 2,62 %                   | 0                       |
| 11. |  | Hnutí Naše vlast (Mi Hazánk)                                                                 | žádná (Nezařazení)   | žádná           | 63                     | Virradat Program                             | 3,31 %                   | 0                       |

1: Členství LMP – Zelené strany Maďarska v Evropské strané zelených (EGP) bylo pozastaveno dne 25. března 2024.

2: Strana maďarského dvouocasého psa získala v lednu 2022 status pozorovatele v Evropské pirátské straně (PPEU).

### Kandidátní listiny
| Fidesz – KDNP | DK – MSZP – PM | Momentum | Jobbik |
| --- | --- | --- | --- |
| 1. Tamás Deutsch 2. Kinga Gál 3. András Gyürk 4. Balázs Győrffy 5. György Hölvényi 6. Pál Szekeres 7. Viktória Ferenc1 8. Annamária Vicsek2 9. Enikő Győri 10. András László 11. Ernő Schaller-Baross 12. Boglárka Bólya 13. Bernadett Petri 14. Barbara Hegedűs 15. Ádám Kavecsánszki 16. Hajnalka Juhász 17. Ádám Kósa 18. Dóra Hidas 19. Edina Tóth 20. Ágnes Zsófia Magyar 21. Gábor Tordai-Lejkó | 1. Klára Dobrev (DK) 2. Csaba Molnár (DK) 3. Ágnes Vadai (DK) 4. Sándor Rónai (DK) 5. Kata Tüttő (MSZP) 6. Zsolt Gréczy (DK) 7. Richárd Barabás (PM) 8. Péter Heil 9. Zita Gurmai (MSZP) 10. Lajos Oláh (DK) 11. Krisztián Kocsis 12. Balázs Barkóczi (DK) 13. Gábor Harangozó (MSZP) 14. László Sebián-Petrovszki (DK) 15. Tímea Szabó (PM) 16. László Andor (MSZP) 17. Gergely Arató (DK) 18. Levente Dávid Bazin 19. Olga Kálmán (DK) 20. Gábor Erőss (PM) 21. Mátyás Eörsi (DK) | 1. Anna Júlia Donáth 2. Katalin Cseh 3. Tamás Győző Deli 4. Viktória Vajda 5. Dániel Berg 6. Benedek Farkas 7. Erik Bedő 8. Máté Urfi 9. Levente Takács 10. Evelin Hornyák 11. Barnabás Kádár 12. Anna Málna Benza 13. Mátyás Szilvási 14. Zsuzsanna Nagy 15. Alexandra Nikoletta Hulse 16. Péter Sajószegi 17. Bendegúz Szarvas Koppány 18. György Juhász 19. András Csaba Horváth 20. Gábor Baranyi 21. Dávid Bedő | 1. Péter Róna 2. Márton Gyöngyösi 3. Zoltán Balczó 4. Anita Kvárik 5. Róbert Dudás 6. László György Lukács 7. Bence Nagy 8. Béla Adorján 9. Attila Fazakas 10. Péter Balassa 11. Réka Lakatos 12. Zoltán Magyar 13. Rajmund Baucsek 14. Miklós Vincze 15. Krisztián Berta 16. Dénes Szarka |

1: kandidátka za maďarskou menšinu v regionu Kárpátalja na Ukrajině.

2: kandidátka za maďarskou menšinu v regionu Vajdaság v Srbsku.

| Mi Hazánk | MKKP | LMP | TISZA |
| --- | --- | --- | --- |
| 1. László Toroczkai 2. Dóra Dúró 3. Zsuzsanna Borvendég 4. Szilveszter Kispalkó 5. János Árgyelán 6. Andreas Héjj 7. Gyula Popély 8. Patrik Orosz 9. Ágnes Szent-Iványi 10. Mihály Földesi 11. András Grundtner 12. János Lantos 13. Zsuzsanna Fiszter 14. Attila László 15. Balázs Éberling 16. Csaba Binder 17. Attila Vidó 18. Csongor Vékony 19. Jenő Páli 20. Barna Bartha 21. Tamás Varga | 1. Marietta Le 2. Katalin Törley 3. Imre Tóth („Bruti“) 4. András Becker 5. András Derdák 6. Balázs Sándor 7. Tamás Zakota 8. Richárd Szin | 1. Péter Ungár 2. Erzsébet Schmuck 3. Örs Tetlák 4. Máté Kanász-Nagy 5. Krisztina Hohn 6. János Kendernay 7. Gábor Hanák 8. Dorottya Szabolcs 9. Viktor D'Elia 10. Mónika Andrasek 11. László Perneczky 12. András Szabó 13. Zoltán Ságodi 14. Balázs Haladi-Bús | 1. Péter Magyar 2. Dóra Dávid 3. Zoltán Tarr 4. András Kulja 5. Eszter Lakos 6. Gabriella Gerzsenyi 7. Kinga Kollár 8. Csaba Bogdán 9. Viktor Weisz 10. Dániel Molnár 11. Andrea Anna Bujdosó 12. Ildikó Éva Sopov |

| MMN | 2RP | MEMO |
| --- | --- | --- |
| 1. Péter Márki-Zay 2. Botond Szalma 3. Tibor Bana 4. Anita Putz 5. Tamás Mellár 6. Péter Pál Ember 7. Balázs Kiss 8. Fanni Kecskés | 1. Gábor Vona 2. Emese Pekárné Farkas 3. Balázs Búzás 4. Adrián Száki 5. Gábor Tóth 6. Szilvási Andrásné 7. Viktor Póka 8. Árpád Burány 9. Miklós Orbán 10. Livia Győri-Nagy 11. Marcell Imre 12. Pál Ágoston 13. Márton Tóth 14. Róbert Oláh 15. Norbert Riczu 16. József Dakó 17. Eszter Judit Kiss 18. Martin Zsolt Gillich 19. Csanád Terdik 20. Balázs Szőke 21. Klára Simon | 1. Viktor Huszár 2. Dóra Karl 3. Dániel Bogó 4. Piroska Paksi 5. Norbert Szilágyi 6. Ferenc Horváth 7. Mihály Tóth |

## Průzkumy veřejného mínění
| Zdroj                                               | Datum                       | Vzorek | Fidesz– KDNP NI–EPP | DK S&D              | MSZP S&D | PM G/EFA | MoMo Renew | LMP G/EFA | Jobbik NI | MMN NI | Naše vlast NI | MKKP NI | TISZA NI | Ostatní | Náskok |   |   |    |   |    |
| --------------------------------------------------- | --------------------------- | ------ | ------------------- | ------------------- | -------- | -------- | ---------- | --------- | --------- | ------ | ------------- | ------- | -------- | ------- | ------ | - | - | -- | - | -- |
| Zdroj                                               | Datum                       | Vzorek | Publicus            | 3. – 5. červen 2024 | 1001     | 43       | 15         | 15        | 15        | 4      | 1             | 2       | –        | Ostatní | Náskok | 5 | 4 | 25 | 1 | 18 |
| Medián                                              | 31. květen – 5. červen 2024 | 1000   | 50                  | 9                   | 9        | 9        | 3          | –         | 1         | –      | 5             | 4       | 27       | –       | 23     |   |   |    |   |    |
| Závecz                                              | 24. květen – 2. červen 2024 | 1000   | 45                  | 11                  | 11       | 11       | 4          | 2         | –         | –      | 5             | 3       | 27       | –       | 18     |   |   |    |   |    |
| Medián                                              | 27. – 29. květen 2024       | 1000   | 48                  | 7                   | 7        | 7        | 5          | –         | 1         | 1      | 6             | 2       | 29       | –       | 19     |   |   |    |   |    |
| Társadalomkutató                                    | květen 2024                 | 4000   | 51                  | 8                   | 8        | 8        | 1          | 2         | 1         | 1      | 4             | 5       | 25       | –       | 26     |   |   |    |   |    |
| Real-PR 93                                          | 27. – 29. květen 2024       | 1000   | 45                  | 10                  | 10       | 10       | 1          | –         | 1         | 1      | 5             | 7       | 28       | –       | 17     |   |   |    |   |    |
| Századvég                                           | 20. – 28. květen 2024       | 1000   | 45                  | 10                  | 10       | 10       | 3          | 1         | 1         | 1      | 6             | 9       | 23       | –       | 22     |   |   |    |   |    |
| Alapjogokért Központ                                | 22. – 24. květen 2024       | 1,000  | 47                  | 8                   | 8        | 8        | 2          | 1         | 1         | 1      | 6             | 6       | 26       | –       | 21     |   |   |    |   |    |
| Nézőpont                                            | 20. – 22. květen 2024       | 1000   | 47                  | 9                   | 9        | 9        | 1          | 1         | 1         | 1      | 7             | 7       | 24       | –       | 23     |   |   |    |   |    |
| Závecz Research                                     | 2. – 10. květen 2024        | 1000   | 39                  | 17                  | 17       | 17       | 4          | 1         | 1         | 2      | 6             | 3       | 26       | –       | 13     |   |   |    |   |    |
| IDEA                                                | 25. duben – 4. květen 2024  | 1500   | 40                  | 17                  | 17       | 17       | 4          | –         | 1         | 1      | 4             | 5       | 21       | 2       | 19     |   |   |    |   |    |
| Nézőpont                                            | 26. duben – 2. květen 2024  | 1000   | 48                  | 12                  | 12       | 12       | 1          | 1         | 1         | 1      | 5             | 7       | 21       | –       | 27     |   |   |    |   |    |
| Publicus                                            | 26. – 30. duben 2024        | 1000   | 42                  | 24                  | 24       | 24       | 3          | 1         | 1         | –      | 4             | 2       | 23       | –       | 18     |   |   |    |   |    |
| Medián                                              | 26. – 29. duben 2024        | 1000   | 45                  | 9                   | 9        | 9        | 4          | 1         | 1         | 2      | 4             | 6       | 25       | –       | 20     |   |   |    |   |    |
| Republikon                                          | 22. – 26. duben 2024        | 1000   | 35                  | 22                  | 22       | 22       | 5          | 2         | 2         | –      | 6             | 6       | 18       | 1       | 13     |   |   |    |   |    |
| Iránytű Archivováno 24. 4. 2024 na Wayback Machine. | 17. – 19. duben 2024        | 1073   | 50                  | 10                  | 10       | 10       | 3          | –         | 1         | –      | 3             | 4       | 26       | 1       | 24     |   |   |    |   |    |
| Iránytű Archivováno 24. 4. 2024 na Wayback Machine. | 9. – 12. duben 2024         | 1073   | 53                  | 9                   | 9        | 9        | 3          | –         | 2         | –      | 6             | 4       | 20       | 2       | 33     |   |   |    |   |    |
| Závecz Research                                     | 4. – 11. duben 2024         | 1000   | 33                  | 26                  | 26       | 26       | 7          | 3         | 1         | –      | 8             | 5       | 14       | 3       | 7      |   |   |    |   |    |
| Nézőpont                                            | 2. – 4. duben 2024          | 1000   | 47                  | 14                  | 14       | 14       | 4          | 1         | 1         | 1      | 6             | 11      | 13       | 2       | 34     |   |   |    |   |    |
| Ipsos                                               | 26. únor – 5. březen 2024   | 1025   | 47,6                | 16,5                | –        | –        | 7,2        | 2,6       | 2,8       | 3,0    | 9,6           | 4,2     | –        | 4,7     | 31,1   |   |   |    |   |    |
| Nézőpont                                            | 26. – 28. únor 2024         | 1000   | 47                  | 14                  | 2        | 2        | 7          | 2         | 2         | 4      | 7             | 8       | –        | –       | 33     |   |   |    |   |    |
| 21 Kutatóközpont                                    | 22. – 26. únor 2024         | 1200   | 44                  | 17                  | 1        | 1        | 9          | 1         | 2         | 5      | 5             | 6       | –        | –       | 27     |   |   |    |   |    |
| Republikon                                          | 9. červen 2023              | –      | 46                  | 19                  | 4        | 6        | 7          | 6         | 6         | –      | 9             | 4       | –        | –       | 27     |   |   |    |   |    |
| Nézőpont                                            | 15. – 17. květen 2023       | 1000   | 51                  | 16                  | 2        | 1        | 9          | 3         | 5         | –      | 6             | 3       | –        | 4       | 35     |   |   |    |   |    |
| Závecz Research                                     | 28. duben – 5. květen 2023  | 1000   | 46                  | 19                  | 6        | 2        | 8          | 4         | 6         | –      | 7             | 3       | –        | –       | 27     |   |   |    |   |    |
| Nézőpont                                            | 2. – 4. leden 2023          | 1000   | 56                  | 14                  | 2        | 1        | 6          | 3         | 2         | –      | 6             | 4       | –        | 6       | 42     |   |   |    |   |    |
| Parlamentní volby 2022                              | 3. duben 2022               | –      | 54,1                | 34,4                | 34,4     | 34,4     | 34,4       | 34,4      | 34,4      | 34,4   | 5,9           | 3,3     | –        | 2,3     | 19,7   |   |   |    |   |    |
| Eurovolby 2019                                      | 26. květen 2019             | –      | 52,6                | 16,1                | 6,6      | 6,6      | 9,9        | 2,2       | 6,3       | –      | 3,3           | 2,6     | –        | 0,4     | 36,5   |   |   |    |   |    |

## Výsledky

### Volební účast
Tabulka volební účasti hlasujících na území Maďarska, tedy bez voličů v zahraničí a hlasujících korespondenčně:
| 9. červen 2024 | 9. červen 2024 | 9. červen 2024   |
| -------------- | -------------- | ---------------- |
| 7:00           | 1,88%          | 148 427 voličů   |
| 9:00           | 9,98%          | 785 546 voličů   |
| 11:00          | 22,89%         | 1 802 332 voličů |
| 13:00          | 33,14%         | 2 609 173 voličů |
| 15:00          | 42,04%         | 3 310 686 voličů |
| 17:00          | 50,69%         | 3 991 444 voličů |
| 18:30          | 56,09%         | 4 416 794 voličů |
| 19:00          | 58,47%         | 4 562 446 voličů |
| Σ              | 59,46%         | 4 640 398 voličů |

### Volební výsledky a přerozdělení mandátů
Tabulka volebních výsledků voleb při zpracování 100%:
| Politický subjekt | Politický subjekt                                                                            | Hlasy     | Hlasy | Mandáty | Mandáty | Mandáty |
| Politický subjekt | Politický subjekt                                                                            | počet     | %     | počet   | %       | změna   |
| ----------------- | -------------------------------------------------------------------------------------------- | --------- | ----- | ------- | ------- | ------- |
|                   | Fidesz – Maďarská občanská unie – Křesťanskodemokratická lidová strana (Fidesz–KDNP)         | 2 048 211 | 44,82 | 11      | 52,38   | ▼ -2    |
|                   | Respekt a svoboda (TISZA)                                                                    | 1 352 699 | 29,60 | 7       | 33,33   | ▲ +7    |
|                   | Demokratická koalice – Maďarská socialistická strana – Dialog – Strana zelených (DK–MSZP–PM) | 367 162   | 8,03  | 2       | 9,52    | ▼ -3    |
|                   | Hnutí Naše vlast (Mi Hazánk)                                                                 | 306 404   | 6,71  | 1       | 4,46    | ▲ +1    |
|                   | Momentum Mozgalom (MoMo)                                                                     | 169 082   | 3,70  | 0       | 0       | ▼ -2    |
|                   | Strana maďarského dvouocasého psa (MKKP)                                                     | 163 960   | 3,59  | 0       | 0       | ▬       |
|                   | Jobbik – Konzervativci (JOBBIK)                                                              | 45 404    | 0,99  | 0       | 0       | ▼ -1    |
|                   | LMP – Zelená strana Maďarska (Zöldek)                                                        | 39 646    | 0,87  | 0       | 0       | ▬       |
|                   | Strana druhé reformní éry (2RK)                                                              | 30 961    | 0,68  | 0       | 0       | ▬       |
|                   | Mindenki Magyarországa Néppárt (MMN)                                                         | 29 285    | 0,64  | 0       | 0       | ▬       |
|                   | Hnutí řešení (MEMO)                                                                          | 16 806    | 0,37  | 0       | 0       | ▬       |
|                   | neplatné hlasy                                                                               | 65 949    | 1,42  | —       | —       | —       |
| PLATNÉ HLASY      | PLATNÉ HLASY                                                                                 | 4 569 620 | 98,25 | —       | —       | —       |
| CELKEM            | CELKEM                                                                                       | 4 635 569 | 100   | 21      | 100     | ▬       |

### Politické skupiny v Evropské parlamentu
| Frakce (Politická skupina Evropského parlamentu) | Frakce (Politická skupina Evropského parlamentu)   | Mandáty | Mandáty | Politické subjekty          |
| Frakce (Politická skupina Evropského parlamentu) | Frakce (Politická skupina Evropského parlamentu)   | počet   | změna   | Politické subjekty          |
| ------------------------------------------------ | -------------------------------------------------- | ------- | ------- | --------------------------- |
|                                                  | Patrioti pro Evropu (P4E)                          | 11      | ▲ +11   | Fidesz, KDNP                |
|                                                  | Pokrokové spojenectví socialistů a demokratů (S&D) | 2       | ▼ -3    | DK, (MSZP)                  |
|                                                  | Evropská lidová strana (EPP)                       | 7       | ▲ +6    | TISZA, (KDNP)               |
|                                                  | Nezařazení (NA/NI)                                 | 1       | ▼ -11   | Mi Hazánk, (Fidesz, Jobbik) |
|                                                  | Obnova Evropy (Renew)                              | 0       | ▼ -2    | (MoMo)                      |
|                                                  | Zelení / Evropská svobodná aliance (Greens/EFA)    | 0       | ▬       |                             |